# Moraliste
 (juillet 2025).

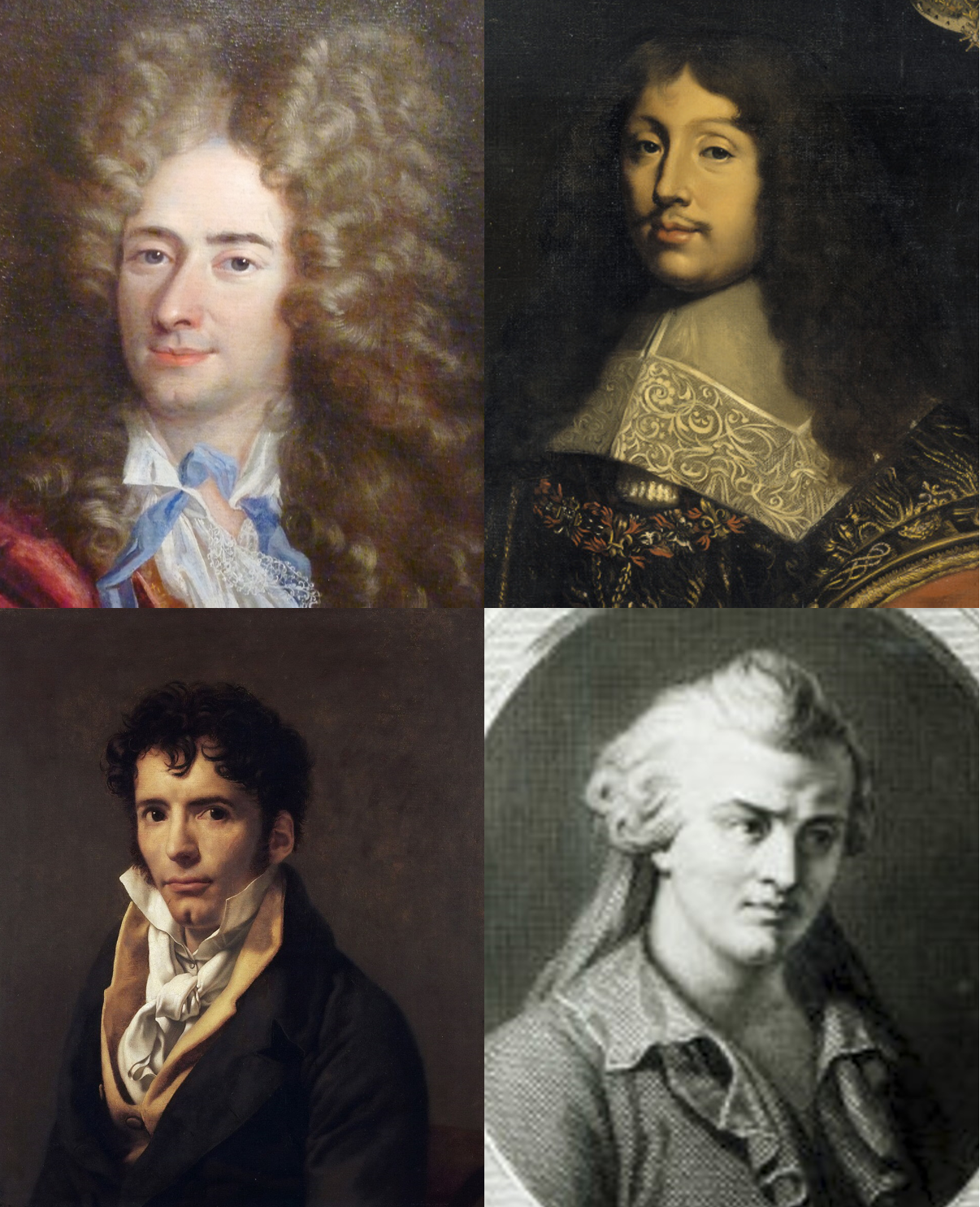
D'en haut à gauche et dans le sens des aiguilles d'une montre : Jean de La Bruyère, François de La Rochefoucauld, Luc de Clapiers marquis de Vauvenargues, Chamfort.

Un moraliste est un écrivain opérant principalement au XVIIe siècle dans un style littéraire qui propose des réflexions sur les mœurs, les usages et les coutumes humaines, les caractères et les façons de vivre. Il s'agit en somme des actions et des comportements humains. Il vit le plus souvent à la cour du Roi, comme le duc de Saint-Simon, mais certains moralistes préfèrent la solitude, comme Blaise Pascal.

## Poétique des moralistes
L'écriture moraliste se caractérise par le choix d'une forme discontinue : l'essai montaignien qui va « à sauts et à gambades » (Montaigne, Essais, III, 9) sans obéir à une organisation préétablie, la collection de maximes chez La Rochefoucauld, le choix de recueil par La Bruyère, ou de fables chez La Fontaine. C'est précisément le signe de cette attitude descriptive propre au moraliste : il refuse par là le discours construit, démonstratif et prescriptif, et conteste ainsi la posture d'autorité et de savoir qui y sont attachées et qui sont précisément celles du « moralisateur », c'est-à-dire du théologien ou de l'apologète. Le choix de la forme discontinue, soit en privilégiant le désordre (Montaigne), soit en valorisant la brièveté de la notation (La Rochefoucauld, La Bruyère), rend compte et atteste l'infinie diversité des comportements humains et de la complexité d'un réel désormais sans cohérence ni signification assurée.

## Les moralistes dans l'histoire
La critique du XIXe siècle, qui a inventé le nom de ce courant et ses continuateurs ont considéré que le courant moraliste était le caractère le plus distinctif de l'esprit français du XVIIe siècle, d'abord par réaction contre le matérialisme ou l'indifférence morale et religieuse que les scandales des guerres et anarchies civiles et religieuses avaient amenés, ensuite par le développement de la société polie contre la grossièreté du siècle précédent. Néanmoins, une telle approche fait se superposer dangereusement les notions de moraliste et de moralisateur, ce que ne sont jamais exactement ces écrivains ; de surcroît, la seule considération de la forme des écrits des moralistes montre une ambiguïté quant à leur signification : en l'absence d'énonciateur à qui rapporter exactement les morceaux détachés, qui fonctionnent comme des quasi-citations, un texte comme les Maximes de La Rochefoucauld est susceptible d'interprétations augustiniennes comme libertines. L'hypothèse d'une réaction « spirituelle » ne tient guère, et s'il faut s'en tenir aux thèmes, des moralistes comme La Fontaine ou comme Montaigne sont bien plus proches de l'épicurisme que d'un souci apologétique.
On a même prétendu que cette mode trouva des encouragements dans les fameuses Relazioni vénitiennes, où les ambassadeurs s'appliquaient à décrire les traits des personnages les plus importants de la cour du royaume de France. C'est la fameuse hypothèse des « clés », appliquées notamment aux Caractères de La Bruyère : il y aurait un personnage réel contemporain caché sous chaque portrait moral. La Bruyère a lui-même refusé une telle lecture dans son ouvrage, lecture qui réduit le texte à un amusant document historique.
La période phare des moralistes en Europe couvre du XVIe siècle au XVIIIe siècle, bien que certains la circonscrivent historiquement la catégorie des moralistes, stricto sensu, à la seconde moitié du XVIIe siècle, qui succède à la période héroïque et romanesque de la Fronde : les moralistes rendent compte et participent simultanément d'une « destruction du héros » (Paul Bénichou) et de sa mythologie qu'opère le règne de Louis XIV. C'est dans une causalité de ce type qu'on trouvera des éléments permettant d'expliquer l'apparition de ce type d'écriture, marquée par une forme de pessimisme ou de mise en question des valeurs et du sens.
Le meilleur moyen de rendre compte de la spécificité de l'écriture moraliste consiste à la comparer à ce qu'elle n'est pas. On compte de nombreux écrivains apparemment très proches de cette littérature moraliste, amateurs ou de profession, et de valeur inégale : Nicolas Coeffeteau, Marin Cureau de La Chambre, Jean-François Senault ou Mlle de Scudéry, de même que les traductions de moralistes étrangers, tels Pétrarque, plus ancien, ou l'Espagnol Baltasar Gracián. À strictement parler, ces écrivains ne sont moralistes que par des thématiques comparables ; leur mode d'exposition et de pensée est radicalement différent, et détermine un mode de lecture tout autre. En effet, ces auteurs, en choisissant le genre du traité continu et démonstratif, exposent de façon assertive et définitive une vérité qu'ils donnent pour certaine ; tandis que, comme l'a montré Marc Escola, la forme discontinue, définitoire d'une écriture moraliste, oblige quant à elle le lecteur à intervenir et reconstruire des liens multiples de continuité entre les fragments, et le laisse largement responsable du parcours du sens. C'est là une manière pour les moralistes de rendre compte précisément d'une vérité désormais mouvante, ondoyante et labile, d'une ambiguïté nouvelle des signes et des comportements ; l'économie textuelle est l'équivalent d'un réel dont l'assiette, pour reprendre une expression de Montaigne (Essais, III, 2) , n'est plus stable, et fait éprouver au lecteur cette instabilité.
Si l'on rattache justement Montaigne à ce corpus, c'est d'une part que la posture moraliste y est pour la première fois inventée, d'autre part que les Essais constituent le livre de chevet du XVIIe siècle, et spécialement des auteurs ici considérés.
Si l'on joint également les Pensées de Blaise Pascal à l'écriture moraliste, c'est le fait d'un accident de l'Histoire : les Pensées sont ce qui reste sous forme fragmentaire d'un projet d'apologie du christianisme ; elles ne se rattachent au genre que du fait de leur inachèvement à la mort de Pascal, et le projet initial, apologétique, et donc doté d'une forme organisée et démonstrative, aurait procédé d'une posture rien moins que moraliste [réf. souhaitée].
Au XVIIe siècle, les différents genres inventés, ou plutôt dotés d'une dignité littéraire, par La Rochefoucauld, La Bruyère et La Fontaine, sont abondamment repris par une série d'imitateurs ou de continuateurs, parmi lesquels on ne peut guère retenir, pour la qualité de leurs productions, que Vauvenargues, Chamfort et Rivarol.
C'est par une double extension de la définition que l'on a pu procéder à un élargissement du corpus des moralistes, non sans mettre à mal la pertinence de la notion :
Les contemporains de La Rochefoucauld et de La Bruyère qui écrivent au sujet des mœurs, mais dans une forme cette fois-ci organisée et parfaitement convenue. Ainsi Pierre Nicole et ses Essais de Morale, Jacques Esprit et son traité La Fausseté des vertus humaines, Saint-Evremond et ses Dissertations, ou le Descartes du traité sur Les Passions de l'âme. Certains d'entre eux, notamment Esprit, adoptent de surcroît des vues fort proches d'un La Rochefoucauld et ces deux derniers ont même collaboré à la conception de leurs œuvres respectives. Néanmoins, il demeure une différence essentielle entre ces auteurs et les moralistes au sens strict, différence formelle qui détermine, on l'a vu, un mode de lecture et de pensée irréductible à des points communs thématiques. En ne saisissant pas le rapport polémique qu'entretient le moraliste au discours philosophique, la critique du XIXe siècle a souvent assimilé les moralistes à une branche de la philosophie ou de la physiognomonie : c'est rendre inutilisable la notion, et être particulièrement inattentif à la spécificité formelle de ces textes, pour une large part responsable de leur succès comme de la permanence de leur lisibilité aujourd'hui et de leur annexion à la notion de littérature telle qu'elle s'élabore à la charnière du XVIIIe siècle et du XIXe siècle. A contrario, il n'y a guère de philosophes qui rangeraient ces moralistes dans sa[Laquelle ?] discipline, et cela, à raison[réf. nécessaire].
Tout individu qui écrit au sujet des mœurs et de l'homme sans pour autant adopter la forme du traité philosophique, sans souci de système ni de démonstration peut être défini comme moraliste. Le point commun avec les moralistes classiques réside dans l'utilisation d'une forme brève, maxime, fragment, apophtegme ou aphorisme. On a pu ainsi annexer aux moralistes des écrivains aussi divers que Joubert, Lichtenberg, Schopenhauer, Nietzsche (à partir de Humain, trop humain), Cioran, Maurois, Camus ou Quignard : le recours à une forme discontinue pour rendre compte des comportements humains procède chez eux d'une toute autre configuration intellectuelle et historique qu'au XVIIe siècle et l'on peut considérer cette annexion comme abusive.